# Manuel Lazzari
Manuel Lazzari (Valdagno, 1993. november 29. –) olasz válogatott labdarúgó, a Lazio játékosa.

## Pályafutása

### Klubcsapatokban
Pályafutása elején a Trissino és a Vicenza Calcio ifjúsági csapataiban játszott. Rövid ideig felhagyott a labdarúgással, majd a a 2010-2011-es szezontól a Montecchio Maggiore csapatában játszott. A következő két évben még megfordult az alacsonyabb osztályú Delta Calcio és Giacomense együtteseiben is.
2013 nyarán igazolt az akkor harmadosztályú SPAL-hoz, amely csapatnál aláírt első profi szerződését, és amellyel a szezon végén feljutott a másodosztályba, a Seria B-be. 
A 2016-2017-es évad végén a SPAL feljutott az olasz élvonalba. Lazzari 2017. augusztus 20-án mutatkozott be a Seria A-ban egy Lazio elleni bajnokin. A következő bajnoki fordulóban első élvonalbeli gólját is megszerezte az Udinese elleni 3-2-es győzelem alkalmával.
2018. április 28-án kisebb térdsérülést szenvedett Hellas Verona elleni mérkőzésen és egy hónapot ki kellett hagynia, május 20-án, a Sampdoria ellen tért vissza a pályára. Első élvonalbeli szezonjában 36 bajnokin két gólt szerzett. Szezon végén a csapathoz köthető Niccolò Galli Alapítvány is díjjal jutalmazta teljesítményéért. A nyáron meghosszabbította a szerződését a csapattal 2023 nyaráig.
A SPAL a 2018-2019-es szezonban a 13. helyen végzett a bajnokságban, Lazzari 33 bajnokin kapott lehetőséget, gólt nem szerzett. 
2019. július 12-én a Lazio szerződtette. A római klub 17 millió eurót fizetett érte.

### A válogatottban
Lazzarit Roberto Mancini hívta meg először az olasz válogatott keretébe 2018 szeptemberében a Lengyelország és Portugália elleni Nemzetek Ligája mérkőzésekre. Szeptember 10-én a portugálok elleni 1–0-s vereség alkalmával mutatkozott be a nemzeti csapatban.

## Statisztika

### Klubcsapatokban
2019. május 26-án frissítve.
|                |                |                |               |           |               |               |                 |                 |               |       |               |          |
| Klub           | Szezon         | Bajnokság      | Bajnokság     | Bajnokság | Országos kupa | Országos kupa | Nemzetközi kupa | Nemzetközi kupa | Egyéb         | Egyéb | Összesen      | Összesen |
| Klub           | Szezon         | Bajnokság      | Pályára lépés | Gól       | Pályára lépés | Gól           | Pályára lépés   | Gól             | Pályára lépés | Gól   | Pályára lépés | Gól      |
| Giacomense     | 2012–13        | Serie D        | 24            | 0         | 0             | 0             | —               | —               | 24            | 0     |               |          |
| SPAL           | 2013–14        | Lega Pro       | 30            | 0         | 0             | 0             | —               | —               | 30            | 0     |               |          |
| SPAL           | 2014–15        | Lega Pro       | 29            | 0         | 0             | 0             | —               | —               | 29            | 0     |               |          |
| SPAL           | 2015–16        | Lega Pro       | 31            | 1         | 2             | 0             | —               | 2               | 1             | 35    | 2             |          |
| SPAL           | 2016–17        | Serie B        | 39            | 0         | 2             | 0             | —               | —               | 41            | 0     |               |          |
| SPAL           | 2017–18        | Serie A        | 36            | 2         | 2             | 0             | —               | —               | 38            | 2     |               |          |
| SPAL           | 2018–19        | Serie A        | 33            | 0         | 1             | 0             | —               | —               | 34            | 0     |               |          |
| SPAL           | Összesen       | Összesen       | 198           | 3         | 7             | 0             | 0               | 0               | 2             | 1     | 207           | 4        |
| Karrier összes | Karrier összes | Karrier összes | 222           | 3         | 7             | 0             | 0               | 0               | 2             | 1     | 231           | 4        |

### A válogatottban
2018. szeptember 10-én frissítve.
| Válogatott  | Év       | Pályára lépés | Gól |
| ----------- | -------- | ------------- | --- |
| Olaszország |          |               |     |
| 2018        | 1        | 0             |     |
| Összesen    | Összesen | 1             | 0   |